# La Tallada d’Empordà
La Tallada d’Empordà (spanisch Tallada) ist eine Gemeinde in der autonomen Region Katalonien in Spanien in der Provinz Girona mit 478 Einwohnern (Stand: 2024). Zur Gemeinde gehören neben dem Hauptort La Tallada d’Empordà die Ortschaften Canet de la Tallada, Mareñá und Tor.

## Lage
La Tallada d’Empordà liegt etwa 26 Kilometer nordöstlich von Girona und etwa 120 Kilometer nordöstlich von Barcelona nahe der Costa Brava in einer Höhe von ca. 20 m. Der Ter begrenzt die Gemeinde im Süden.

## Bevölkerungsentwicklung
| Jahr      | 1970 | 1981 | 1991 | 2001 | 2011 | 2021 |
| Einwohner | 510  | 384  | 331  | 323  | 448  | 466  |

## Sehenswürdigkeiten
- Burganlage von La Tallada
- Marienkirche in La Tallada d’Empordà
- Stephanuskirche in Mareñá
- Clemenskirche in Tor
- Matthäuskirche in Canet de la Tallada

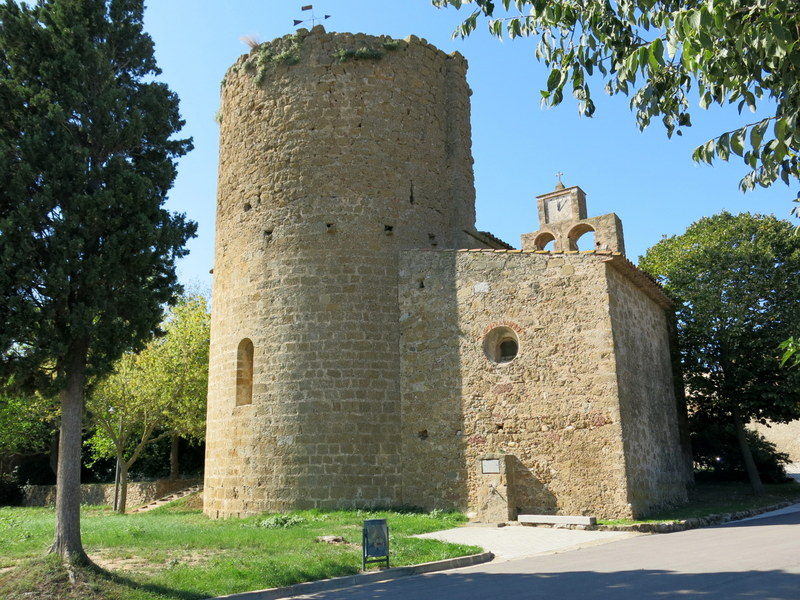
Burganlage
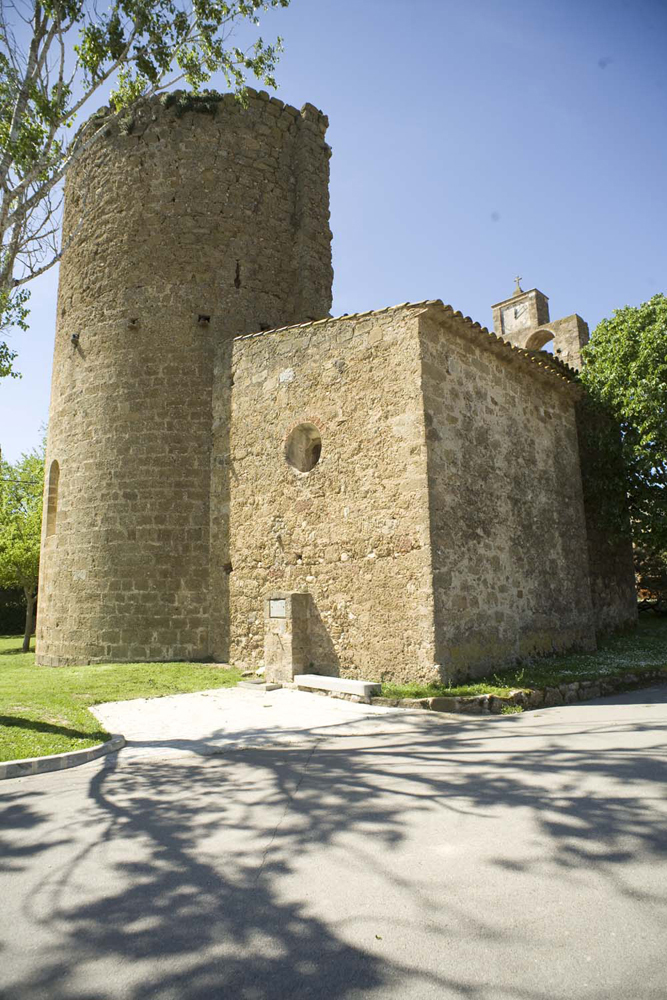
Marienkirche
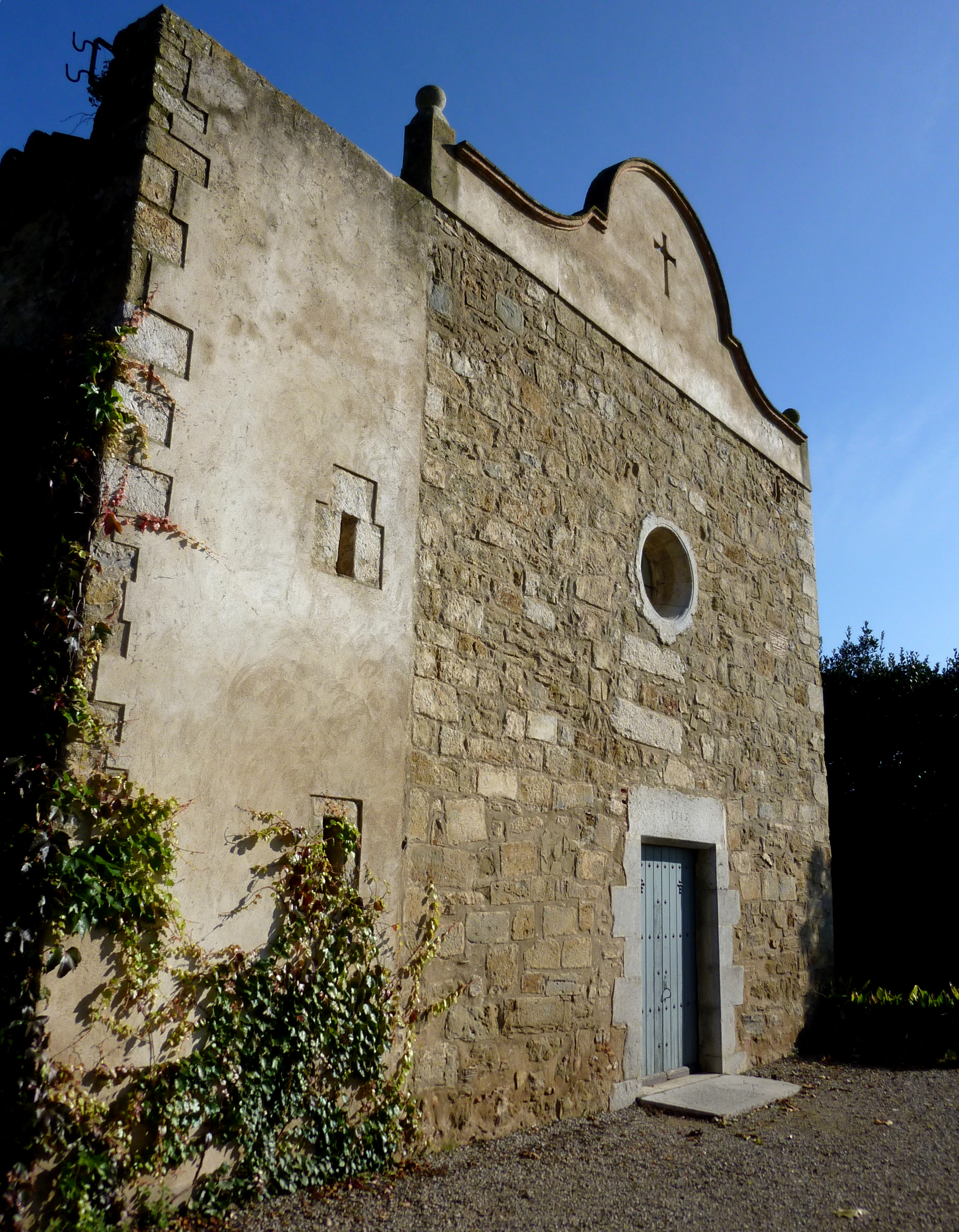
Matthäuskirche
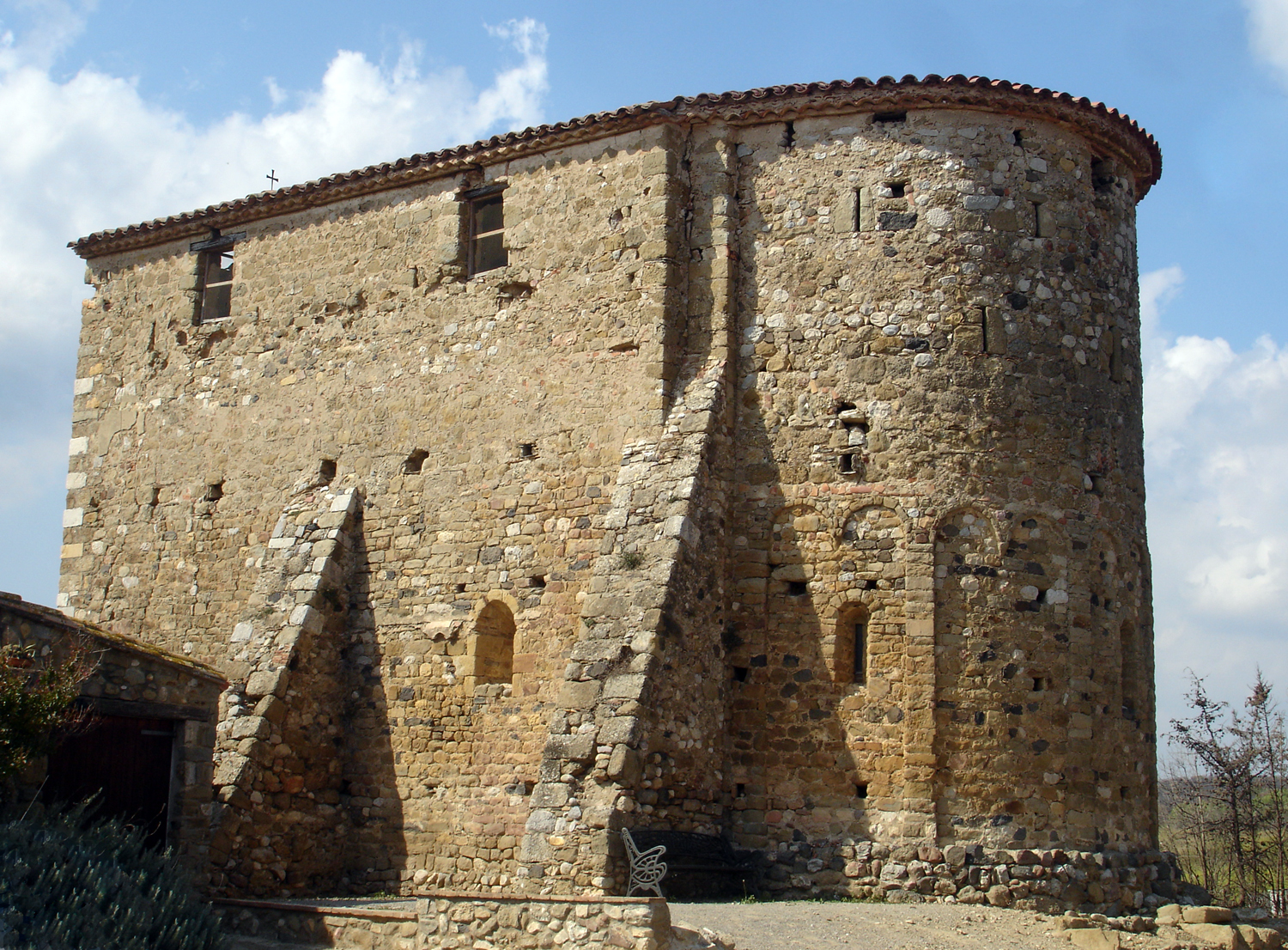
Stephanuskirche
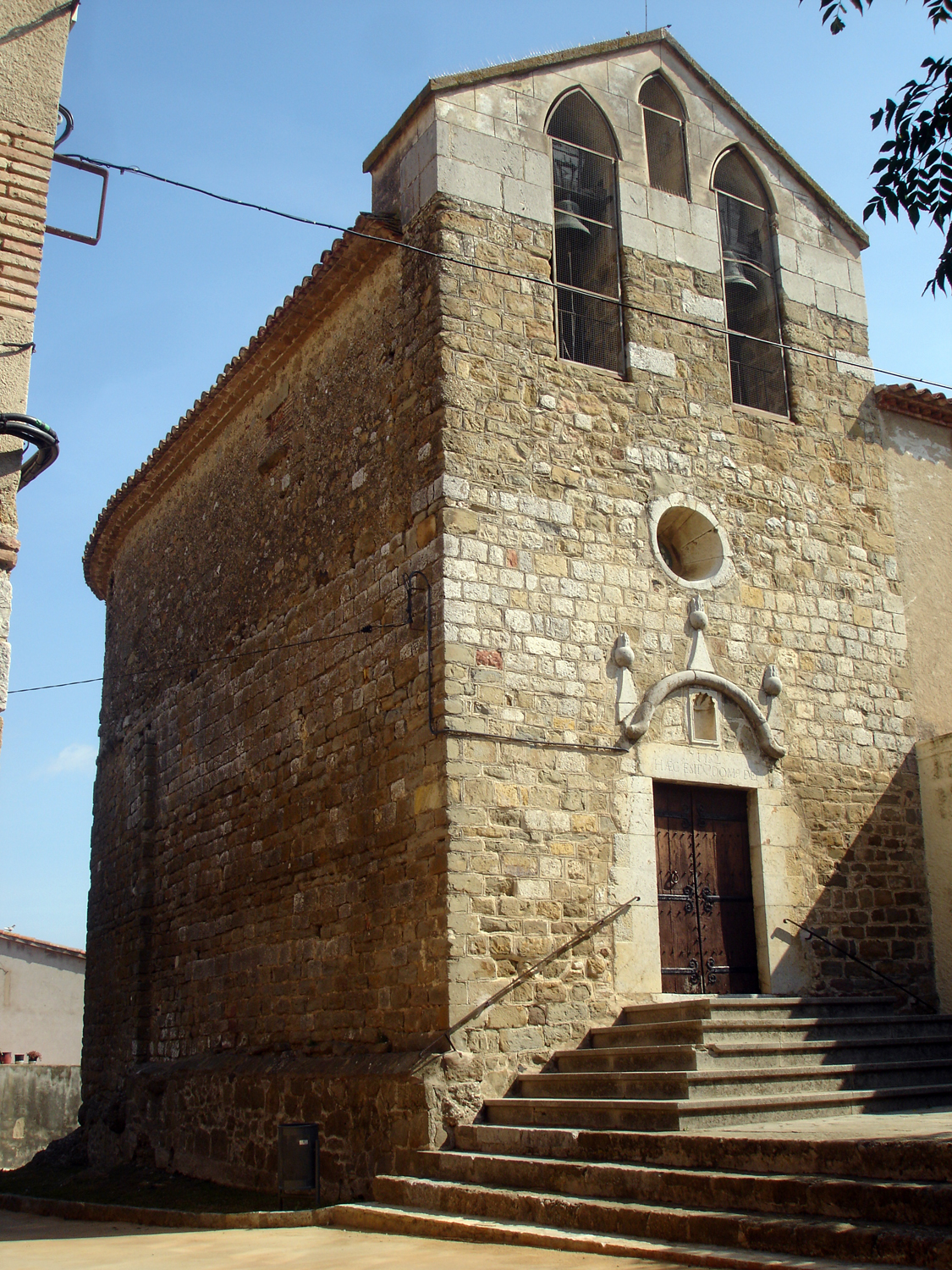
Clemenskirche